# Lucius Vorenus
Lucius Vorenus war ein römischer Centurio, der im Heere Caesars in Gallien diente. Caesar erwähnt ihn zusammen mit einem weiteren Centurionen, Titus Pullo, in einer bekannten Episode seines Kriegsberichtes De bello Gallico, dem sogenannten „Certamen Centurionum“ („Wettstreit der Centurionen“). Hieraus geht hervor, dass beide zu der nicht näher bestimmbaren Legion gehörten, die im Winter 54/53 v. Chr. unter dem Kommando des Quintus Tullius Cicero im Gebiet der Nervier lag. Wie das benachbarte Winterlager des Titurius Sabinus wurde auch das Lager Ciceros durch den Aufstand des Ambiorix betroffen und von den Galliern eingeschlossen und belagert. Vorenus und Pullo spielten offenbar bei der Verteidigung eine bedeutende Rolle und wurden hierfür von Caesar in seinem Bericht besonders herausgestellt.
Die beiden sonst nicht weiter bezeugten Figuren wurden wiederholt in Literatur und Film aufgegriffen, so in der Fernsehserie Rom.

## Das „Certamen Centurionum“ (De bello Gallico 5,44)
Caesar schildert an der genannten Stelle, wie am siebenten und schwersten Tag der Belagerung sich die beiden rivalisierenden Centurionen im Kampf gegen den Feind gegenseitig übertreffen wollen. Hierzu verlassen sie alleine das befestigte Lager. Vor den Augen der übrigen römischen Soldaten, die vom Lagerwall aus zuschauen, wagt sich zunächst Pullo im Alleingang zu weit nach vorne und gerät, nach anfänglichem Erfolg, in Bedrängnis. In letzter Minute kommt Lucius Vorenus seinem Rivalen zu Hilfe und schafft es, die Feinde ein Stück zurückzudrängen und von Pullo abzulenken. Da aber auch er bei dieser Aktion „all zu stürmisch vordrang“, stürzt Vorenus und wird nun seinerseits von den Feinden umzingelt. Nun ist es Pullo, der seinem Rivalen zur Hilfe kommt. Zusammen gelingt es den beiden, eine größere Menge der Feinde niederzumachen und sich unversehrt wieder ins Lager zurückzuziehen. Am Ende des „Wettkampfes“ ist es also immer noch unentschieden, wer von beiden als der Tapferere anzusehen ist.
Die zweifellos literarisch überhöhte und nach den Regeln der antiken Historiographie ausgestaltete Szene hat einen realen Hintergrund in der üblichen Rivalität der Centurionen, für deren Aufstieg auf der Rangleiter die Auszeichnung durch besondere Tapferkeitsleistungen wichtig war. Pullo und Vorenus werden einleitend als solche Centurionen charakterisiert, die sich über die ganze Karriere hinweg ein Kopf-an-Kopf-Rennen geliefert haben und nun kurz vor der Beförderung in den obersten Rang des Primus Pilus stehen. Insofern ist ihr „Wettstreit“ nicht ganz so absurd, wie er einem heutigen Betrachter leicht scheinen könnte.